# Brunon de Wurtzbourg
Saint Brunon de Wurtzbourg (en allemand : Bruno von Würzburg), dénommé également Brunon de Carinthie (Bruno von Kärnten), né vers 1005 et mort le 27 mai 1045 à Persenbeug en Autriche, est un saint de la fin du Haut Moyen Âge qui fut chancelier d'Italie de 1027 à 1034, puis évêque de Wurtzbourg à partir du 14 avril 1034. Sa fête est le 27 mai.

## Biographie

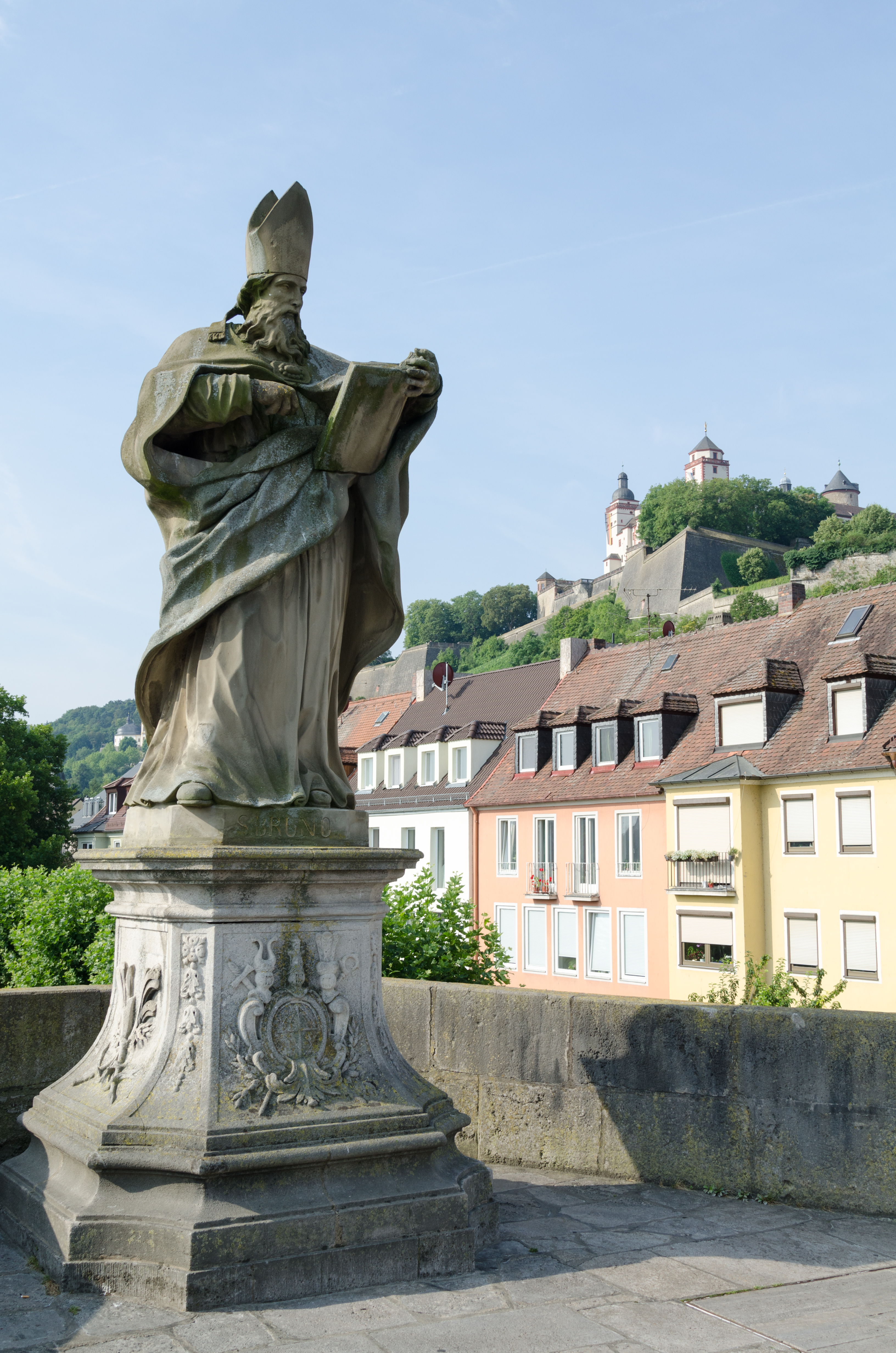
Statue de saint Brunon sur le pont du Main à Wurtzbourg.

Brunon est un prince de la dynastie franconienne, fils cadet de Conrad de Worms (mort en 1011), duc de Carinthie, et de son épouse Mathilde de Souabe qui, devenue veuve, épouse en 1015 Frédéric II, fils du duc Thierry Ier de Lorraine. Après la mort de l'empereur Henri II en 1024, son frère aîné Conrad le Jeune est candidat comme roi des Romains ; néanmoins, c'est leur cousin Conrad II le Salique, surnommé l'Ancien, qui est élu et fut couronné empereur du Saint-Empire en 1027. Brunon est également le neveu du pape Grégoire V et de l'impériatrice Gisèle de Souabe.
Il est nommé par l'empereur évêque de Wurtzbourg le 22 mars 1034, et commence la construction de la cathédrale Saint-Kilian de Wurtzbourg en 1040. Homme de grande culture provenant d'une famille illustre, il dote de nombreuses églises et abbayes sur sa fortune patrimoniale. Les auteurs évoquent sa « fièvre de bâtisseur ». 
Proche d'Henri III, le fils de Conrad II qui fut élu roi des Romains en 1039, Brunon use de ses qualités politiques pour favoriser le mariage de ce dernier avec Agnès de Poitou, fille du duc Guillaume V d'Aquitaine, en 1043. Deux ans plus tard, il accompagne Henri à sa seconde campagne de Hongrie pendant laquelle il meurt d'un accident à Persenbeug, au bord du Danube, dans l'actuelle Basse-Autriche. Saint Adalbéron lui succède au siège épiscopal de Wurtzbourg.
Il est enterré à la cathédrale de Wurtzbourg.